# Grana (Germania)
Grana este un sat din landul Saxonia-Anhalt, Germania. De la 1 ianuarie 2010 face parte din comuna Kretzschau.